# Polikarpov I-5
Polikarpov I-5 ("I" - Istrebitel - "lovsko letalo") je bilo sovjetsko dvokrilno lovsko letalo iz 1930ih. Dvokrilci so v tistem času postajali zastareli, zato so ga kasneje uporabljali šolsko vojaško letalo. Junija 1941, po začetku operacije Barbarossa so Sovjetske letalske sile izgubile velik del flote, preživele I-5 so uporabljali kot lahke jurišnike, dokler ni bilo na voljo dovolj bolj sposobnih jurišnikov Il-2 Šturmovik.

## Specifikacije
Podatki iz Gordon and Dexter, Polikarpov's Biplane Fighters, p. 22
Splošne značilnosti
- Posadka: 1
- Dolžina: 6,78 m (22 ft 3 in)
- Razpon zgornjega krila: 10,24 m (33 ft 7 in)
- Razpon spodnjega krila: 7,4 m (24 ft 3 in)
- Površina kril: 21,3 m2 (229 sq ft)
- Aeroprofil: Göttingen-436
- Teža praznega letala: 934 kg (2.059 lb)
- Bruto teža: 1.355 kg (2.987 lb)
- Kapaciteta goriva: 165
- Pogon letala: 1 × Svecov M-22 9-valjni zvezdasti motor, 358 kW (480 hp)
- Propelerji: št. lopatic: 2 duraluminij, 2,7 m (8 ft 10 in) premer

Zmogljivost
- Maks. hitrost: 278 km/h (173 mph; 150 kn) at sea level
- Doseg: 660 km (410 mi; 356 nmi)
- Višina leta: 7.500 m (24.606 ft)
- Čas do višine: 1,6 minut do višine 1.000 m (3.300 ft)

Oborožitev

- Strelno orožje: 2 × 7,62 mm PV-1 strojnici